# 23 - Nichts ist so wie es scheint
23 – Nichts ist so wie es scheint (1998) is een Duitse film, gebaseerd op ware feiten, over de jonge hacker Karl Koch, die zelfmoord gepleegd zou hebben op 23 mei 1989. Regisseur was Hans-Christian Schmid, die ook meewerkte aan het scenario. De titel is gebaseerd op de obsessie van het hoofdpersonage met het nummer 23. De film werd goed ontvangen door publiek en critici, maar getuigen van de waar gebeurde feiten leverden kritiek op de weergave ervan in de film.
Deze film kent een tegenhanger in de vorm van het boek Het Koekoeksei (Engels: The Cuckoo's Egg) van Clifford Stoll, waarin het verhaal verteld wordt vanuit het perspectief van een systeembeheerder die betrokken is bij de opsporing.

## Verhaal
Het verhaal is gesitueerd in het Duitsland van de jaren tachtig, op het hoogtepunt van de Koude Oorlog. De 19-jarig Karl Koch (gespeeld door August Diehl) ervaart de wereld rondom hem als bedreigend en chaotisch. Geïnspireerd door het fictionele karakter Hagbard Celine (uit de Illuminatus! trilogie van Robert Anton Wilson) begint hij de achtergrond te onderzoeken van de politieke en economische macht. Hij ontdekt tekenen die hem doen geloven in een wereldwijde samenzwering.
Tijdens een bijeenkomst met hackers ontmoet hij de student David (gespeeld door Fabian Busch). David en Karl slagen erin door te dringen in het globale data-netwerk (dat op dat moment nog in zijn kinderschoenen staat). Hun streven naar sociale rechtvaardigheid leidt hen tot spionage voor de KGB.
Contact met een drugsdealer en verhoogde druk vanuit de KGB om buitenlandse systemen te hacken, doen Karl in een cocaïneverslaving belanden. Hij vervreemdt meer en meer van David.
Onder de invloed van drugs zit Karl dagen aan een stuk voor zijn computerscherm. Hij lijdt aan slapeloosheid, en krijgt waanvoorstellingen. Nadat David in het publiek uitkomt voor hun spionage-activiteiten staat Karl alleen voor zijn verantwoordelijkheid. Hij stort in, en wordt naar het ziekenhuis gebracht voor een ontwenningskuur. Kort daarna overlijdt hij onder mysterieuze omstandigheden.

## Rolverdeling
| Acteur               | Personage      |
| -------------------- | -------------- |
| August Diehl         | Karl Koch      |
| Fabian Busch         | David          |
| Dieter Landuris      | Pepe           |
| Jan Gregor Kremp     | Lupo           |
| Stephan Kampwirth    | Jochen Maiwald |
| Zbigniew Zamachowski | Sergej         |
| Peter Fitz           | Brückner       |
| Burghart Klaußner    | Weber          |
| Lilly Tschörtner     | Beate          |
| Patrick Joswig       | Alex           |
| Arnulf Schumacher    | Seybert        |

## Prijzen
- Deutscher Filmpreis, goud, 1999: August Diehl als beste mannelijke hoofdrol